# Sede (distrito de Santa Maria)
Sede es un distrito del municipio de Santa Maria, en el estado brasileño del Río Grande del Sur. Está situado en la parte norte de Santa Maria. En el distrito se encuentra el Centro de Santa Maria.
El distrito de Sede posee un área de 133,71 km² que equivale al 7,46% del municipio de Santa María que es 1791,65 km².

## Historia
El distrito fue creado con la denominación de Santa Maria da Boca do Monte, mediante ley provincial número 6 de 17 de noviembre de 1837, por lo tanto, el distrito pertenecía al municipio de Cachoeira do Sul. Después, como asiento del municipio de Santa María, el distrito dio origen, para la separación, a muchos otros distritos, y algunos de ellos se convirtieron en municipios como Itaara.
El distrito de la Sede contiene el centro de Santa Maria.
En 1982, el distrito tenía su división oficial por primera vez en barrios, en el año 1986 se realizan pequeños cambios. Sin embargo, se creó barrios avulsos antes de 1982, como es el caso del Barrio Roberto Holtermann que se creó en 1961, y en la actualidad forma parte del barrio Nossa Senhora de Fátima con el nombre de Vila Holtermann.
Los barrios de Sede creó en 1986 soportó hasta 2006, cuando el Ayuntamiento creó los barrios actuales del distrito, y:
- Se crearon nuevos barrios: Carolina, Divina Providência, Agroindustrial, Boi Morto, Renascença, Nova Santa Marta, São João, Campestre do Menino Deus, Menino Jesus, Bonfim, Nonoai, Nossa Senhora de Fátima, Diácono João Luiz Pozzobon, Lorenzi, Dom Antônio Reis, Duque de Caxias, Noal y Uglione.
- El Barrio Cohab Camobi se extinguió al fusionarse con Camobi.
- El Barrio Cohab Passo da Ferreira cambió su nombre por el de Tancredo Neves.
- El Barrio Parque Pinheiro Machado cambió su denominación a Pinheiro Machado;

Diferencia entre la división de 1986 (líneas negras) y de 2006 (bairros en colores).
Barrios de 1986 a 2006
A - Centro • B - Nossa Senhora das Dores • C - Nossa Senhora de Lourdes • D - Medianeira • E - Nossa Senhora do Rosário • F - Salgado Filho • G - Chácara das Flores • H - Nossa Senhora do Perpétuo Socorro • I - Itararé • J - Presidente João Goulart • K - Km Três • L - São José • M - Cerrito • N - Urlândia • O - Tomazzetti • P - Patronato • Q - Passo d'Areia • R - Juscelino Kubitschek • S - Caturrita • T - Pé de Plátano • U - Camobi • V - Cohab Camobi • W - Cohab Passo da Ferreira • X - Parque Pinheiro Machado
Barrios a partir de 2006
1 - Centro • 2 - Bonfim • 3 - Nonoai • 4 - Nossa Senhora de Fátima • 5 - Nossa Senhora de Lourdes • 6 - Nossa Senhora do Rosário • 7 - Nossa Senhora Medianeira • 8 - Camobi • 9 - Carolina • 10 - Caturrita • 11 - Chácara das Flores • 12 - Divina Providência • 13 - Nossa Senhora do Perpétuo Socorro • 14 - Salgado Filho • 15 - Diácono João Luiz Pozzobon • 16 - Cerrito • 17 - Pé de Plátano • 18 - São José • 19 - Campestre do Menino Deus • 20 - Itararé • 21 - Km 3 • 22 - Menino Jesus • 23 - Nossa Senhora das Dores • 24 - Presidente João Goulart • 25 - Lorenzi • 26 - Tomazetti • 27 - Urlândia • 28 - Dom Antônio Reis • 29 - Duque de Caxias • 30 - Noal • 31 - Passo d'Areia • 32 - Patronato • 33 - Uglione • 34 - Agroindustrial • 35 - Boi Morto • 36 - Juscelino Kubitschek • 37 - Pinheiro Machado • 38 - Renascença • 39 - Nova Santa Marta • 40 - São João • 41 - Tancredo Neves

## Límites
Los límites del distrito con los distritos de Arroio Grande, Boca do Monte, Pains, Palma, Santo Antão y São Valentim, y con el municipio de Itaara.

## Barrios
El distrito de Sede se divide en los siguientes barrios:
1. Agroindustrial
2. Boi Morto
3. Bonfim
4. Camobi
5. Campestre do Menino Deus
6. Carolina
7. Caturrita
8. Centro
9. Cerrito
10. Chácara das Flores
11. Diácono João Luiz Pozzobon
12. Divina Providência
13. Dom Antônio Reis
14. Duque de Caxias
15. Itararé
16. Juscelino Kubitschek
17. Km 3
18. Lorenzi
19. Menino Jesus
20. Noal
21. Nonoai
22. Nossa Senhora das Dores
23. Nossa Senhora de Fátima
24. Nossa Senhora de Lourdes
25. Nossa Senhora do Perpétuo Socorro
26. Nossa Senhora do Rosário
27. Nossa Senhora Medianeira
28. Nova Santa Marta
29. Passo d'Areia
30. Patronato
31. Pé de Plátano
32. Pinheiro Machado
33. Presidente João Goulart
34. Renascença
35. Salgado Filho
36. São João
37. São José
38. Tancredo Neves
39. Tomazetti
40. Uglione
41. Urlândia

## Carreteras y ferrocarriles
El distrito centraliza uno de la principal unión de tren de Río Grande del Sur.
En el distrito son las siguientes carreteras:
- RSC-287: Conecta Camobi a Palma, Porto Alegre, y toda la parte oriental del Río Grande del Sur;
- BR-158: En el distrito, la carretera comienza su porción norte y termina en la parte oeste;
- RS-509: "Evandro Behr", es una de la principal conexión desde el centro de Santa Maria a Camobi, ónde está la Universidade Federal de Santa Maria;
- BR-392: Se conecta el distrito de los distritos de Pains, Passo do Verde y Santa Flora, y, con todo la parte sur de Río Grande del Sur;
- BR-287: El distrito se conecta con el distrito de Boca do Monte, y toda porción al oeste del Río Grande del Sur;

Otras calles importantes son:
- Avenida Nossa Senhora Medianeira;
- Avenida Presidente Vargas;
- Avenida Nossa Senhora das Dores;
- Avenida Avenida Rio Branco;
- Avenida Avenida Borges de Medeiros;
- Avenida João Luiz Pozzobon;
- Avenida Ângelo Bolson;
- Avenida Helvio Basso;
- Avenida Walter Jobim;
- Avenida Fernando Ferrari;
- Avenida Liberdade;
- Avenida Paulo Lauda;
- Calle do Acampamento;
- Calle Sete de Setembro;
- Calle Duque de Caxias;
- Calle Venâncio Aires;
- Calle Riachuelo;
- Calle Euclides da Cunha;
- Calle Vereador Antônio Dias.